# Bruno Bosio
Bruno Bosio (Verona, 20 febbraio 1928 – Verona, 9 giugno 2010) è stato un calciatore italiano, di ruolo difensore.

## Carriera
Debutta in Serie B nel 1948 con il Verona giocando sei campionati per un totale di 84 presenze.
Nel 1954 passa all'Alessandria disputando altre 84 gare in tre campionati di Serie B.
Si trasferisce infine alla Pro Vercelli giocando per quattro stagioni in Serie C.